# ジョー・チェン
ジョー・チェン（英語表記：Jo Chen、中国語表記：咎井淳）は台湾で生まれ、現在はアメリカ合衆国で活躍しているフリーのイラストレーター兼漫画家。
ダークホースコミックス発行のコミックの表紙画など数多くの作品がある。日本ではGuilt | Pleasure（ギルトプレジャー/漫画：咎井淳、原作：Narcissus）として、『BE・BOY GOLD』（リブレ出版）で「In These Words」を連載し、単行本として刊行された。

## 作品リスト

### コミック
- Racer X
- Darkminds
- Robotech
- Battle of the Planets
- The Other Side of the Mirror

### 表紙絵
- The Demon
- Fight for Tomorrow
- Robin
- The Taskmaster
- Runaways
- Thor
- Street Fighter
- Eva: Daughter of the Dragon
- Buffy the Vampire Slayer Season Eight
- Serenity

### 連載
- In These Words（同人誌で出したものを日本語訳し連載）

## 書誌情報
- Guilt | Pleasure 『In These Words』 リブレ出版〈ビーボーイコミックスDX〉、2012年9月10日、ISBN 978-4-799-71182-8